# Johannes Geis
Johannes Geis (Schweinfurt, 1993. augusztus 17. –) német korosztályos válogatott labdarúgó, jelenleg az 1. FC Nürnberg játékosa.

## Pályafutása
A német U21-es labdarúgó-válogatott tagjaként részt vett a 2015-ös U21-es labdarúgó-Európa-bajnokságon.

## Sikerei, díjai
- Greuther Fürth
  - Bundesliga 2: 2011–12